# Opadometa
Opadometa is een geslacht van spinnen uit de  familie van de Tetragnathidae (Strekspinnen).

## Soorten
- Opadometa fastigata (Simon, 1877)
  - Opadometa fastigata korinchica (Hogg, 1919)
- Opadometa grata (Guérin, 1838)
  - Opadometa grata anirensis (Strand, 1911)
  - Opadometa grata bukaensis (Strand, 1911)
  - Opadometa grata maitlandensis (Strand, 1911)
  - Opadometa grata mathiasensis (Strand, 1911)
  - Opadometa grata salomonum (Strand, 1911)
  - Opadometa grata squallyensis (Strand, 1911)
  - Opadometa grata tomaensis (Strand, 1911)